# Аймард Ірам Хіменес Гранд
Аймард Ірам Хіменес Гранд (Aymard Jiménez Granda) (7 травня 1974, Панама) — панамський адвокат та дипломат. Надзвичайний і Повноважний Посол Панами в Україні за сумісництвом (2013—2014). Член Панамської асоціації адвокатів, член Міжнародної асоціації юристів, член Товариства практикуючих адвокатів з нерухомості (STEP).

## Життєпис
Закінчив юридичний факультет Латиноамериканського університету науки і технології в Панамі (бакалавр в області права і політичних наук). Вивчав комерційне право в Університеті Уельсу у Великій Британії, магістр ділового адміністрування в Університеті науки і техніки США-Гонконг. Гарвардський університет, диплом ділового спілкування. Уповноважений державний перекладач, має великий досвід роботи в державних і приватних секторах.
Володіє мовами: іспанська, англійська та грецька.
У 2005—2008 рр. — керуючий директор у компанії International Trust company and Law Firm offices в Британських Віргінських островах.
У 2008—2012 рр. — керуючий директор міжнародної юридичної фірми з офісом у Гонконгу. Спеціалізувався на комерційному праві, фінансовому морському праві, корпоративному управлінні, нерухомості, банківське право та імміграції.
З 1 жовтня 2012 по 2014 рр. — Надзвичайний і Повноважний Посол Панами в Греції.
З 18 квітня 2013 року — Надзвичайний і Повноважний Посол Панами на Кіпрі за сумісництвом.
З 5 липня 2013 року — Надзвичайний і Повноважний Посол Панами в Україні за сумісництвом.
З 3 грудня 2013 року — Надзвичайний і Повноважний Посол Панами в Болгарії за сумісництвом.
З 13 січня 2014 року — Надзвичайний і Повноважний Посол Панами в Румунії за сумісництвом.

## Автор праць
- «The legal Professional Privilege under Money Laundering Regulations» (2004), про боротьбу з відмиванням грошей.